# Rio Tinto Stadium
Rio Tinto Stadium – stadion piłkarski w Sandy w aglomeracji Salt Lake City w stanie Utah w Stanach Zjednoczonych, użytkowany przez zespół Real Salt Lake, występujący w Major League Soccer, głównej zawodowej lidze piłkarskiej w tym kraju. Podczas meczów może pomieścić 20 213 osób, natomiast w czasie koncertów wpuszczanych jest nawet 25 000 widzów. 

## Historia
Obiekt został zbudowany od podstaw z myślą o rozgrywaniu na nim meczów piłki nożnej. Jego właścicielem jest firma SCP Worldwide, do której należy również klub Real Salt Lake. Inauguracyjne spotkania odbyło się 9 października 2008, Real podejmowali wówczas New York Red Bulls. W 2009 na stadionie zorganizowano doroczny pojedynek Drużyny Gwiazd MLS z renomowanym klubem zagranicznym, którym był Everton F.C. Spotkanie zakończyło się remisem 1:1, zaś seria rzutów karnych przyniosła zwycięstwo gości z Anglii 4:3. W 2011 na stadionie rozgrywano jedno ze spotkań finałowego dwumeczu Ligi Mistrzów CONCACAF, w którym rywalem Realu Salt Lake była meksykańska drużyna CF Monterrey. Real przegrał wówczas 0:1, a cały dwumecz 2:3.